# Борхардт, Феликс
Феликс Борхардт (нем. Felix Borchardt; 7 марта 1857, Берлин — февраль 1936, Берлин) — немецкий художник-портретист.

## Биография

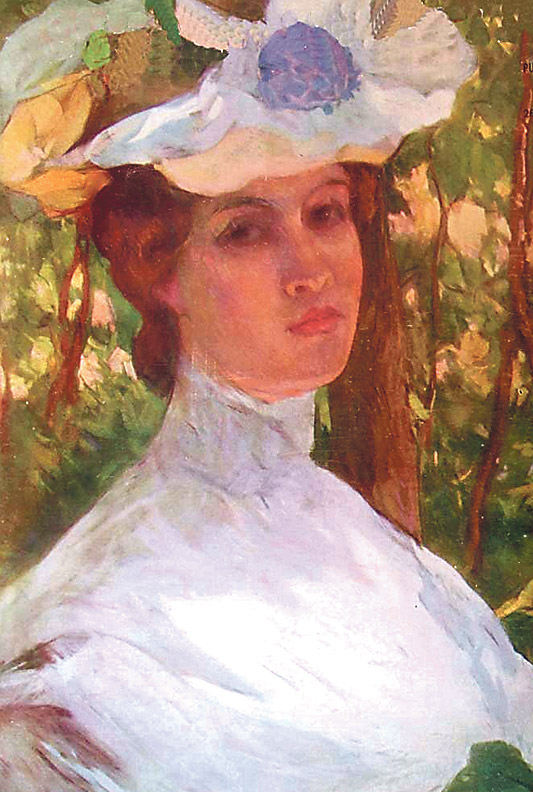
Портрет дамы

Феликс Борхардт родился в Берлине и был младшим из четырех сыновей берлинского юриста Зигфрида Борхардта (1815–1880), министра-резидента Коста-Рики, и его жены Хелен (1824–1899). Младший брат юриста Оскара Борхардта. После смерти родителей, братья были хорошо обеспечены и финансово независимы.
Феликс Борхардт изучал живопись в Берлинской академии у Макса Михаэля. Затем он отправился путешествовать в Голландию, Турцию, Испанию, Марокко и Египет. В 1882 году он был спутником наследного принца Бернхарда Саксонского-Майнингенского в его поездке по Греции. Затем последовали поездки в Неаполь (1887–1892) и Дрезден (1892–1899). Здесь он женился на 23-летней Элизабет де Боссе в 1893 году. В следующем году у них родился ребенок, впоследствии ставший известной писательницей Элизабет Кастонье.

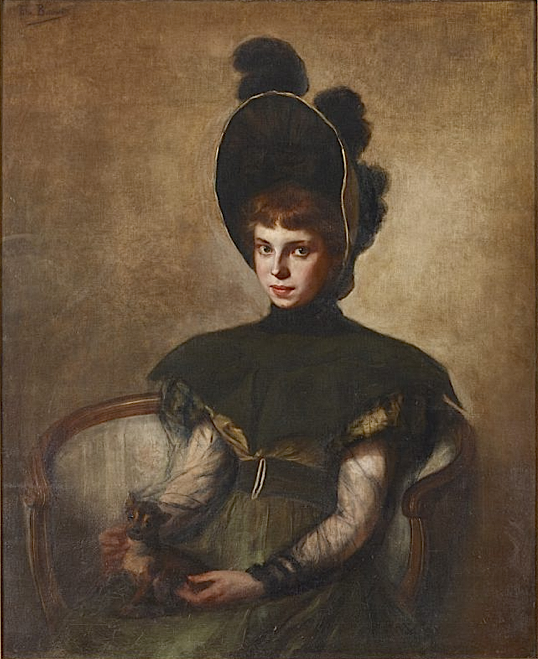

Феликс Борхардт начинал как переписчик и писал до 1895 года под впечатлением старых мастеров и жанровых картин Франца фон Ленбаха. С 1896 года заметно влияние современных шведских течений и французского импрессионизма. В 1897 году Борхардт стал членом Дрезденского сецессиона. Он также был успешным художником-портретистом.
В 1899 году семья покинула Дрезден и переехала в Париж. Там Феликс Борхардт получил большее признание своих работ, которые были приобретены не только частными коллекционерами, но и французским государством для музея в Люксембургском саду. В Париже Борхард регулярно участвовал в салонах Société Internationale в галерее Жоржа Пети.  У него были свои первые персональные выставки в 1902 году в L'Art Nouveau Siegfried Bing и в 1903 году в Bernheim-Jeune. Борхардт был с Клодом Моне в Живерни с влиятельным искусствоведом Луи Вокселлем.
В 1905 году Феликс Борхардт получил заказ от «Le Figaro» для рисования кайзера Вильгельма II для специального издания «Европейские монархи».  Он также написал масляную картину императора, которая, по его словам, оказалась неудачной.
В 1911 году Борхардт покинул Париж со своей семьей и сначала жил в Гмунд-ам-Тегернзее, а затем вернулся в Берлин в 1912 году, где в основном работал портретистом.  В 1917 году он участвовал в выставке Берлинского сецессиона с портретом Альфреда Керра. В 1927 году Феликс Борхардт опубликовал свою автобиографию. Умер 15 февраля 1936 года.